# Jürgen Moltmann
Jürgen Moltmann (Hamburg, 1926. április 8. – Tübingen, 2024. június 3.) német református teológus, a Tübingeni Egyetem rendszeres teológia professzora, aki olyan könyveiről ismert, mint A reménység teológiája, A megfeszített Isten és Isten a teremtésben. Műveit számos nyelvre lefordították.
Moltmann teológiáját Karl Barth teológiai műveinek, különösen egyházi dogmatikának a folytatásaként jellemezte, és munkásságát posztbarthiánusnak nevezte. A felszabadítási teológia egy olyan formáját dolgozta ki, amely azon a nézeten alapszik, hogy Isten együtt szenved az emberiséggel, ugyanakkor a feltámadás reménye révén jobb jövőt ígér az emberiségnek, amit ő "a remény teológiájának" nevezett. Moltmann munkásságának meghatározó része abból állt, hogy kifejtse ezeknek az elképzeléseknek a teológia különböző területeire gyakorolt hatását. Moltmann a szociális trinitarizmus egy formájának kidolgozásával vált ismertté. Számos nemzetközi díszdoktori címet kapott.

## Életút
Moltmann 1926. április 8-án született Hamburgban. Apja tanár volt, a család nem volt vallásos. Nagyapja szabadkőműves nagymester volt. Tizenévesként Moltmann Albert Einsteint bálványozta, és később matematikát akart tanulni az egyetemen.
A második világháború idején katonai szolgálatra hívták be, és a német hadseregben szolgált a légierő segédtisztjeként. 1945-től 1948-ig hadifogolyként raboskodott Belgiumban, Skóciában és Angliában, táborról táborra vitték. Hadifogságát követően Moltmann visszatért Németországba, hogy a Göttingeni Egyetemen tanuljon, egy olyan intézményben, amelynek professzorai Karl Barth követői és a németországi Hitvalló Egyházzal elkötelezett teológusok voltak. 1958-ban Moltmann teológiai tanár lett a wuppertali Kirchliche Hochschule Wuppertalban, amely a Hitvalló Egyház keretein belül működött. 1963-ban a Bonni Egyetem teológiai tanszékére került. 1967-ben kinevezték a Tübingeni Egyetem rendszeres teológia professzorává, ahol 1994-es nyugdíjazásáig maradt.

## Magánélet
Moltmann felesége Elisabeth Moltmann-Wendel volt, aki nála tanult és neves feminista teológus lett. 1952-ben házasodtak össze, és négy lányuk született. Felesége 2016-ban halt meg.
Moltmann 2024. június 3-án, 98 éves korában halt meg Tübingenben.

## Kitüntetések
Moltmann számos intézménytől kapott díszdoktori címet, például a Duke Egyetemtől (1973), a belgiumi UCLouvain Egyetemtől (1995), a romániai Alexandru Ioan Cuza Egyetemtől (1996), a tajvani Chung Yuan Keresztény Egyetemtől (2002), a nicaraguai Evangélikus Egyetemtől (2002), és a dél-afrikai Pretoria Egyetemtől (2017).

## Főbb művei
- Gnadenbund und Gnadenwahl: Die Prädestinationslehre des Moyse Amyraut, dargestellt im Zusammenhang der heilsgeschichtlichen-föderaltheologischen Tradition der Akademie von Saumur. Göttingen 1951, DNB 480287031 (Dissertation Georg-August-Universität Göttingen, Theologische Fakultät, 14. April 1952)
- Christoph Pezel (1539–1604) und der Calvinismus in Bremen (= Hospitium ecclesiae. Band 2). Einkehr, Bremen, 1958, DNB 480673896 (Habilitationsschrift Georg-August-Universität Göttingen, 27. Februar 1957)
- Die Gemeinde im Horizont der Herrschaft Christi. Neukirchen-Vluyn, 1959
- Theologie der Hoffnung. Untersuchungen zur Begründung und zu den Konsequenzen einer christlichen Eschatologie. Gütersloher Verlagshaus, Gütersloh, 2005 (Erstausgabe, 1964)
- Der gekreuzigte Gott. Das Kreuz Christi als Grund und Kritik christlicher Theologie. Gütersloher Verlagshaus, Gütersloh, 2002 (Erstausgabe, 1972)
- Kirche in der Kraft des Geistes. Ein Beitrag zur messianischen Ekklesiologie. Gütersloher Verlagshaus, Gütersloh 2010, (Erstausgabe, 1975)
- Trinität und Reich Gottes. Zur Gotteslehre. Gütersloher Verlagshaus, Gütersloh, 1986 (Erstausgabe, 1980)
- Gott in der Schöpfung. Ökologische Schöpfungslehre. Gütersloher Verlagshaus, Gütersloh, 2015 (Erstausgabe, 1985)
- Der Weg Jesu Christi. Christologie in messianischen Dimensionen. Gütersloher Verlagshaus, Gütersloh, 1989
- Der Geist des Lebens. Eine ganzheitliche Pneumatologie. Gütersloher Verlagshaus, Gütersloh, 2010 (Erstausgabe, 1991)
- Das Kommen Gottes. Christliche Eschatologie. Gütersloher Verlagshaus, Gütersloh, 1995
- Wissenschaft und Weisheit. Zum Gespräch zwischen Naturwissenschaft und Theologie. Gütersloher Verlagshaus, Gütersloh, 2002
- Weiter Raum. Eine Lebensgeschichte. Gütersloher Verlagshaus, Gütersloh, 2006
- Ethik der Hoffnung. Gütersloher Verlagshaus, Gütersloh, 2010
- Der lebendige Gott und die Fülle des Lebens. Auch ein Beitrag zur Atheismusdebatte unserer Zeit. Gütersloher Verlagshaus, Gütersloh, 2014
- Über Geduld, Barmherzigkeit und Solidarität. Gütersloher Verlagshaus, Gütersloh, 2018
- Christliche Erneuerungen in schwierigen Zeiten. Claudius, München, 2019
- Auferstanden in das ewige Leben. Gütersloher Verlagshaus, Gütersloh, 2020
- Hoffnungszeichen. Ein Jürgen-Moltmann-Brevier, ausgewählt von Reiner Strunk. Gütersloher Verlagshaus, Gütersloh, 2021
- Politische Theologie der modernen Welt. Gütersloher Verlagshaus, Gütersloh, 2021
- Weisheit in der Klimakrise. Perspektiven einer Theologie des Lebens. Gütersloher Verlagshaus, Gütersloh, 2023

## Magyarul
- Jürgen Moltmann–Szathmáry Sándor: Kincs a szántóföldben. Tanulmányok a theológiai esztétika érvényesítésének jegyében. Közelebbről: az öröm helye és jelentősége a keresztyén theológiában és életben; szerk., ford. Szathmáry Sándor; Református Zsinati Iroda, Budapest, 1988 (Theologiai tanulmányok)
- A reménység fényei. Jürgen Moltmann theologiája; vál., szerk., ford., utószó Szathmáry Sándor; Református Zsinati Iroda, Budapest, 1989
- Új életstílus. Lépések a gyülekezethez; ford. Ablonczy László; Lux, Budapest, 1994 (Nemzetközi theologiai könyv)
- Az élet forrása. A Szentlélek és az élet teológiája; ford. Békefy Lajos; Lux, Budapest, 1997 (Nemzetközi theologiai könyv)
- Teológia ma; ford. Ablonczay László, Szabó Csaba; Lux, Budapest, 1999 (Nemzetközi theologiai könyv)
- Minden végben kezdet rejtezik. Kis reménytan; ford. Gromon András; Bencés, Pannonhalma, 2005 (Napjaink teológiája)
- Az élő Isten és az élet teljessége. Hozzájárulás korunk ateizmusvitájához; ford. Szathmáry Sándor; Dunántúli Református Egyházkerület, Pápa, 2016 (Nemzetközi theologiai könyv)